# Novoivanivka, Henicesk
Novoivanivka (în ucraineană Новоіванівка) este localitatea de reședință a comunei Novoivanivka din raionul Henicesk, regiunea Herson, Ucraina.

## Demografie
Componența lingvistică a localității Novoivanivka
     Ucraineană (90,74%)
     Rusă (7,1%)
     Alte limbi (1,55%)
Conform recensământului din 2001, majoritatea populației localității Novoivanivka era vorbitoare de ucraineană (90,74%), existând în minoritate și vorbitori de rusă (7,1%).